# Gräsgärdsmyg
Gräsgärdsmyg (Cistothorus platensis) är en fågel i familjen gärdsmygar inom ordningen tättingar.

## Utbredning och systematik
Gräsgärdsmygen är vida spridd i Latinamerika och delas in i hela 17 underarter med följande utbredning:
- C. p. tinnulus – västra Mexiko
- C. p. potosinus – San Luis Potosí (centrala Mexiko)
- C. p. jalapensis – centrala Veracruz (östra Mexiko)
- C. p. warneri – låglänta områden i Veracruz, Tabasco och Chiapas i sydöstra Mexiko
- C. p. russelli – Belize
- C. p. elegans – södra Mexiko och Guatemala
- C. p. graberi– sydöstra Honduras nordöstra Nicaragua
- C. p. lucidus – Costa Rica och västra Panama
- C. p. alticola – norra Colombia genom Venezuela till västra Guyana
- C. p. aequatorialis – västcentrala Colombia till centrala Peru
- C. p. graminicola – sydcentrala Peru
- C. p. minimus – södra Peru till södra Bolivia
- C. p. polyglottus – sydöstra Brasilien till Paraguay och nordöstra Argentina
- C. p. tucumanus – södra Bolivia och nordvästra  Argentina
- C. p. platensis – centrala och östra Argentina
- C. p. hornensis – centrala och södra Chile, södra Argentina
- C. p. falklandicus – Falklandsöarna

Tidigare behandlades den nordamerikanska arten starrgärdsmyg (C. stellaris) som underart till platensis. När stellaris inkluderades kallades hela komplexet på svenska för starrgärdsmyg, som nu alltså flyttats över till stellaris.

## Status och hot
Arten har ett mycket stort utbredningsområde och tros öka i antal. Internationella naturvårdsunionen IUCN listar därför arten som livskraftig (LC).